# 劉廷斌
劉廷斌（？—1833），四川溫江人，清朝武官官員。1826年（道光6年）奉旨接任陳化成擔任台灣鎮總兵。是清朝治臺期間，受台灣道制約的台灣地區最高軍事首長。